# Campo San Tomà
Le Campo San Tomà est une petite place (campo) de Venise, située dans le sestiere de San Polo, à quelques pas du Campo dei Frari.

## Description
De plan rectangulaire, elle possède en son centre un puits. Sur ses quatre côtés, en plus de nombreux commerces locaux typiques (côtés nord et sud), on trouve deux bâtiments de valeur historico-architecturale :
- la Scoletta dei Calegheri (côté ouest): construite à la fin du XVe siècle sur les vestiges d'une école du treizième siècle, elle était le siège de la corporation des cordonniers. Sur la façade, on remarque un arc en ogive avec un bas-relief de Pietro Lombardo, représentant Saint-Marc guérissant le cordonnier Aniano.

- l'église San Tomà (côté est): situé en face de la scuoletta, sa façade date de 1742 (qui a remplacé celle originale du XVIIe siècle); à l'intérieur, les peintures sont de Jacopo et Vincenzo Guarana.

## Images

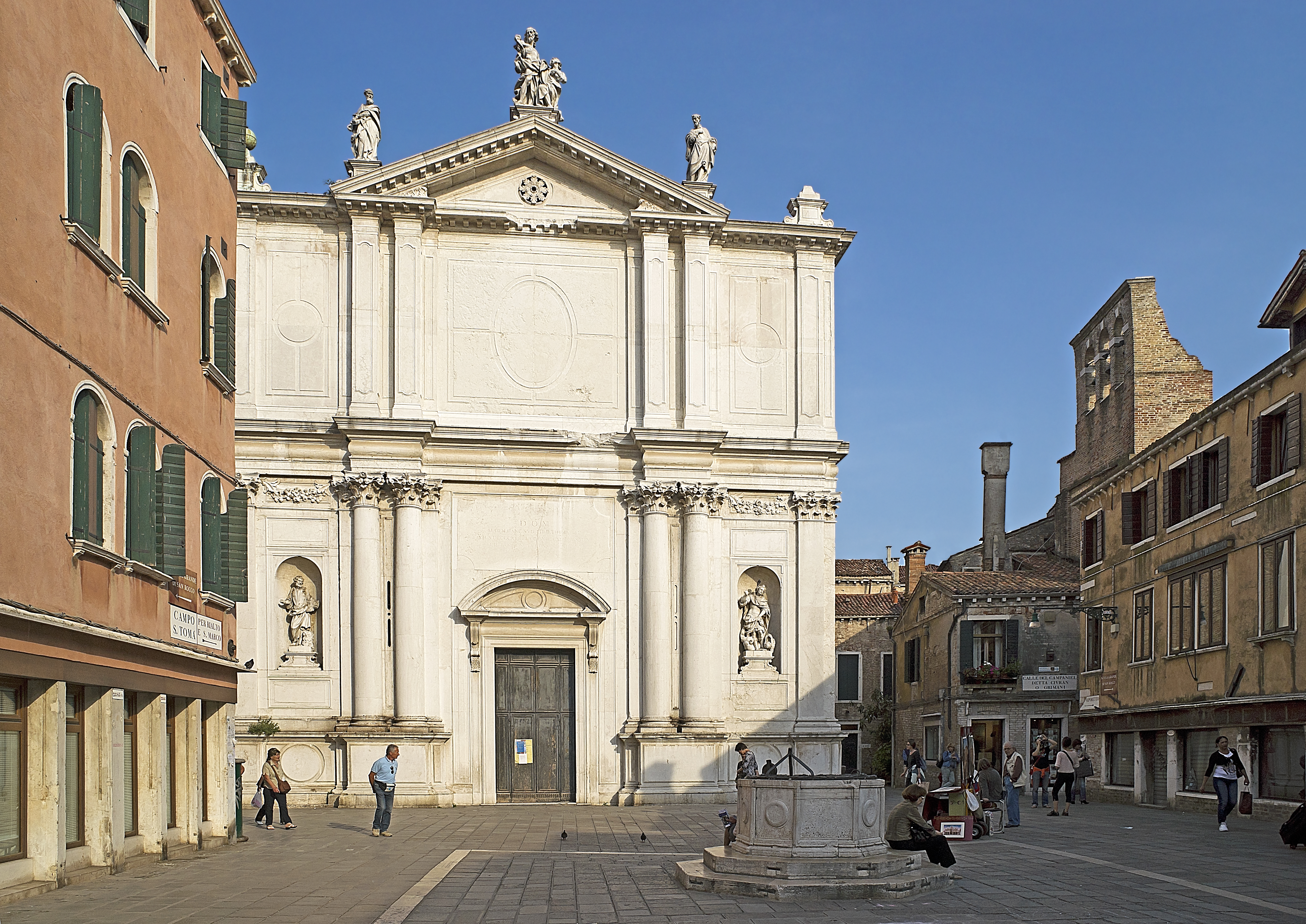
Vue du campo à l'est
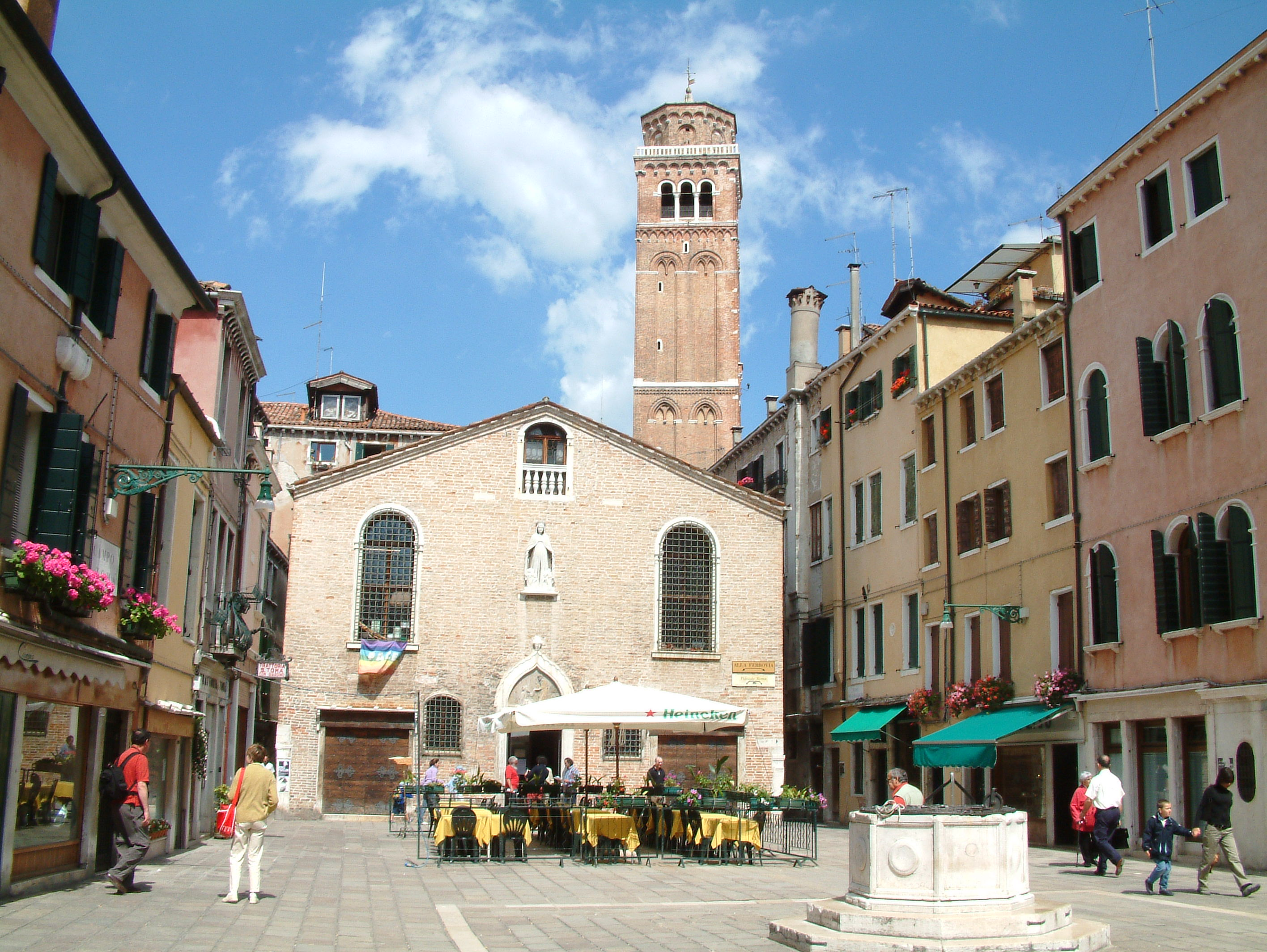
Vue de la place à l'ouest
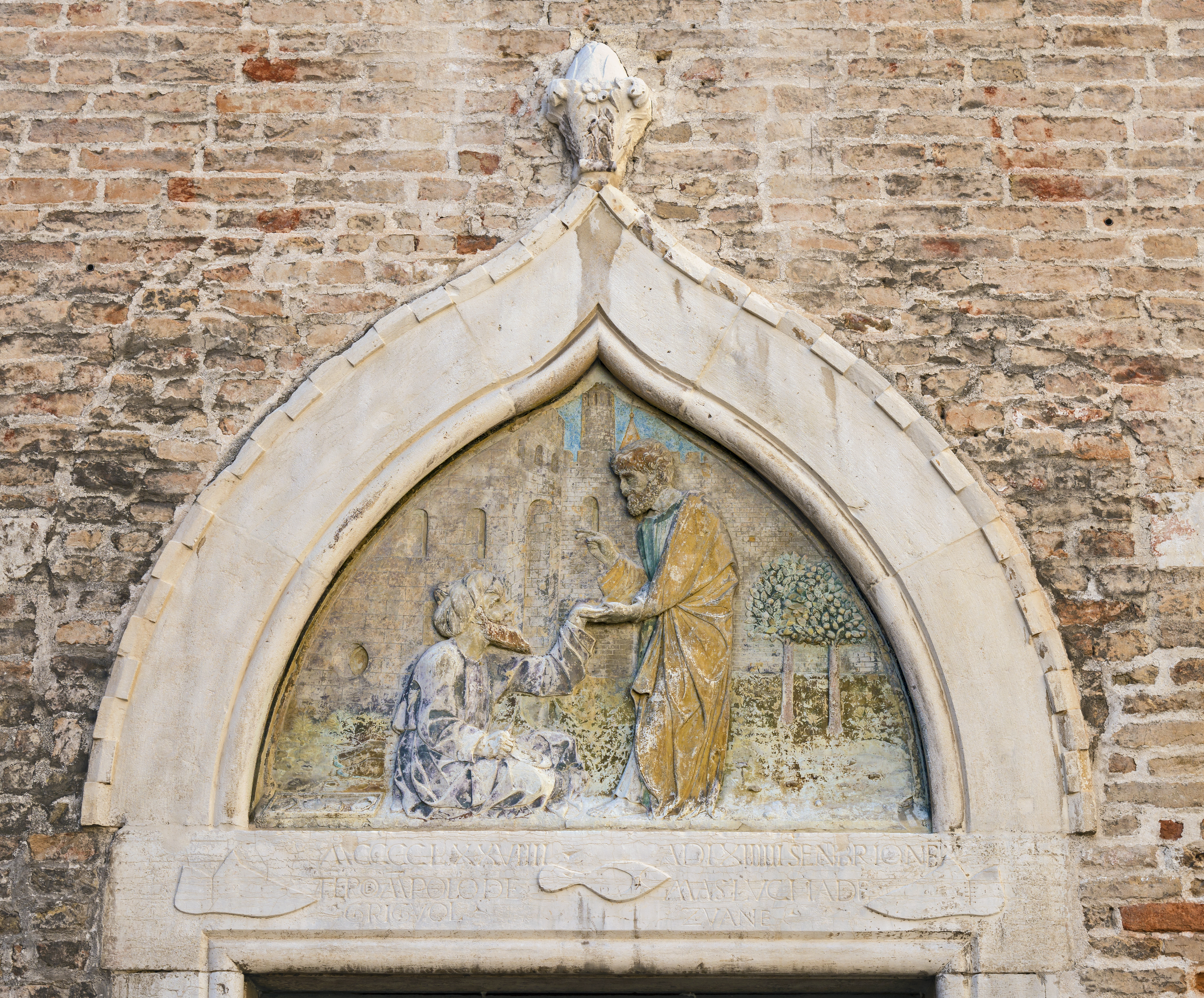
Le bas-relief de Pietro Lombardo